# Mexiconium absidatum
Mexiconium absidatum är en mångfotingart som beskrevs av Shelley 1995. Mexiconium absidatum ingår i släktet Mexiconium och familjen Hirudisomatidae. Inga underarter finns listade i Catalogue of Life.